# Royaume du Ouarsenis
 (janvier 2021).
La mise en forme du texte ne suit pas les recommandations de Wikipédia : il faut le « wikifier ».
Les points d'amélioration suivants sont les cas les plus fréquents. Le détail des points à revoir est peut-être précisé sur la page de discussion.
- Les titres sont pré-formatés par le logiciel. Ils ne sont ni en capitales, ni en gras.
- Le texte ne doit pas être écrit en capitales (les noms de famille non plus), ni en gras, ni en italique, ni en « petit »…
- Le gras n'est utilisé que pour surligner le titre de l'article dans l'introduction, une seule fois.
- L'italique est rarement utilisé : mots en langue étrangère, titres d'œuvres, noms de bateaux, etc.
- Les citations ne sont pas en italique mais en corps de texte normal. Elles sont entourées par des guillemets français : « et ».
- Les listes à puces sont à éviter, des paragraphes rédigés étant largement préférés. Les tableaux sont à réserver à la présentation de données structurées (résultats, etc.).
- Les appels de note de bas de page (petits chiffres en exposant, introduits par l'outil «  Source ») sont à placer entre la fin de phrase et le point final[comme ça].
- Les liens internes (vers d'autres articles de Wikipédia) sont à choisir avec parcimonie. Créez des liens vers des articles approfondissant le sujet. Les termes génériques sans rapport avec le sujet sont à éviter, ainsi que les répétitions de liens vers un même terme.
- Les liens externes sont à placer uniquement dans une section « Liens externes », à la fin de l'article. Ces liens sont à choisir avec parcimonie suivant les règles définies. Si un lien sert de source à l'article, son insertion dans le texte est à faire par les notes de bas de page.
- La présentation des références doit suivre les conventions bibliographiques. Il est recommandé d'utiliser les modèles {{Ouvrage}}, {{Chapitre}}, {{Article}}, {{Lien web}} et/ou {{Bibliographie}}. Le mode d'édition visuel peut mettre en forme automatiquement les références.
- Insérer une infobox (cadre d'informations à droite) n'est pas obligatoire pour parachever la mise en page.

Pour une aide détaillée, merci de consulter Aide:Wikification.
Si vous pensez que ces points ont été résolus, vous pouvez retirer ce bandeau et améliorer la mise en forme d'un autre article.
c. 430 – 535
Entités précédentes :
- Royaume des Maures et des Romains

Entités suivantes :
- Califat omeyyade de Damas

Le royaume du Ouarsenis (en tamazight : ⵜⴰⴳⵍⴷⵉⵜ ⵏ ⵡⴰⵔⵙⵏⵉⵙ, en latin : Regnum Mons Ancorarius,,,,), est un royaume berbère indépendant situé dans la région Ouarsenis-Dahra dans le nord de l'actuelle Algérie.

## Histoire
En 430 les tribus de l'Ouarsenis/Hodna, établirent un royaume et lui donnèrent pour capitale la ville romaine
de « Timgarta » qu'ils renommèrent « Tihert » (aujourd'hui nommé Tiaret). Le royaume se situait au Maghreb central (actuel Algérie), et Ortayas fut l'un de ses monarques.
Le Royaume de Djeddar dans le Ouarsenis semble apparaître vers 466 et 480.
La nécropole royale des Djedars témoigne de l'existence dans cette partie du centre- ouest du Maghreb central d'un royaume : celui de l'Ouarsenis dont le roi Mastinâs (ou Mastigas) « gouvernait les Barbares de Mauritanie »,.

## Peuples
Les Mazices (en Grec ancien : Maxyes) sont une tribu berbère antique d'Afrique du Nord et plus spécialement de Maurétanie césarienne, qui peuplait la région.